# Pannonhalmi Tájvédelmi Körzet
A Pannonhalmi Tájvédelmi Körzet területe 7 055 hektár. A Tájvédelmi körzet a Fertő–Hanság Nemzeti Park Igazgatósága alá tartozik.

## Jellemzői

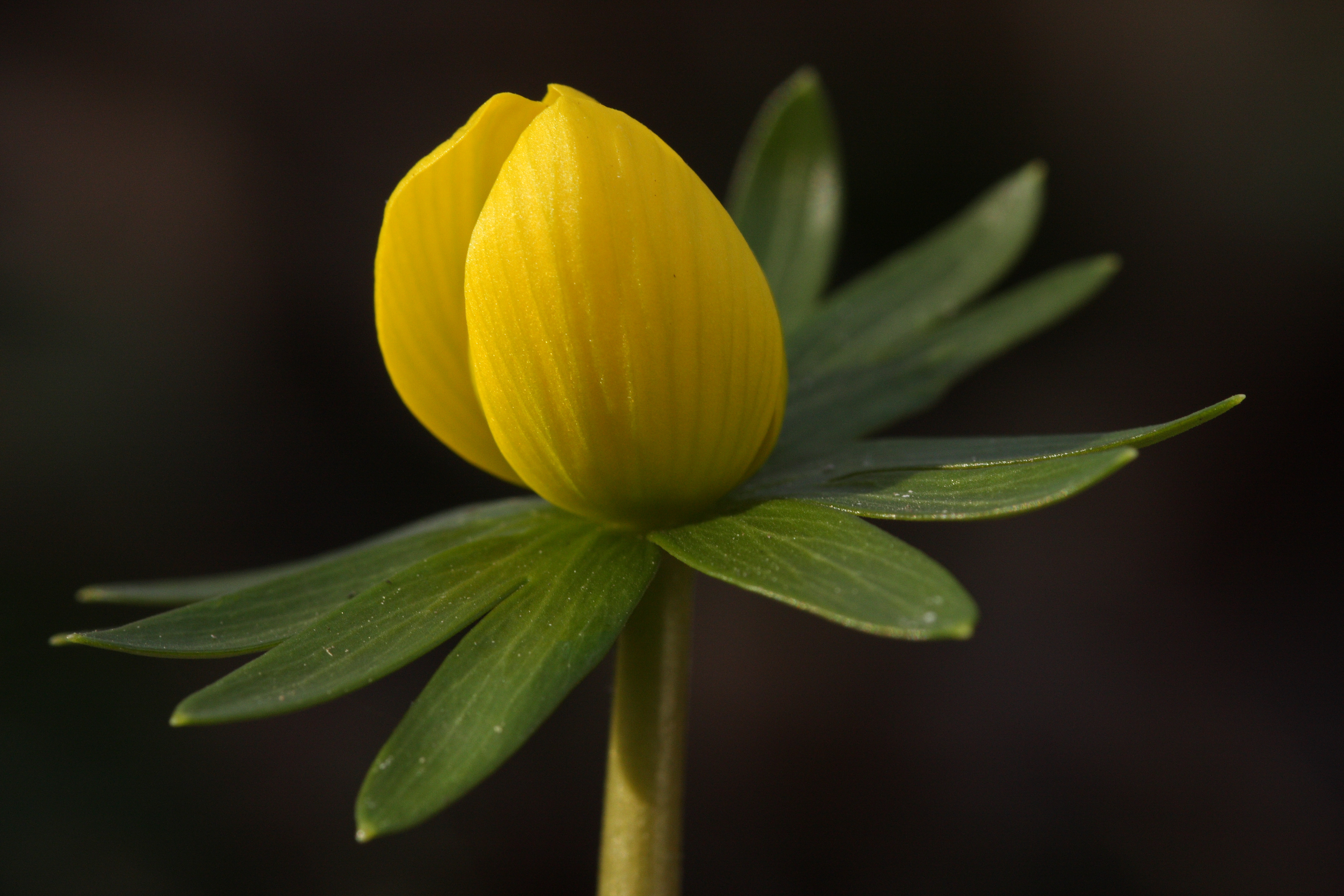
Téltemető

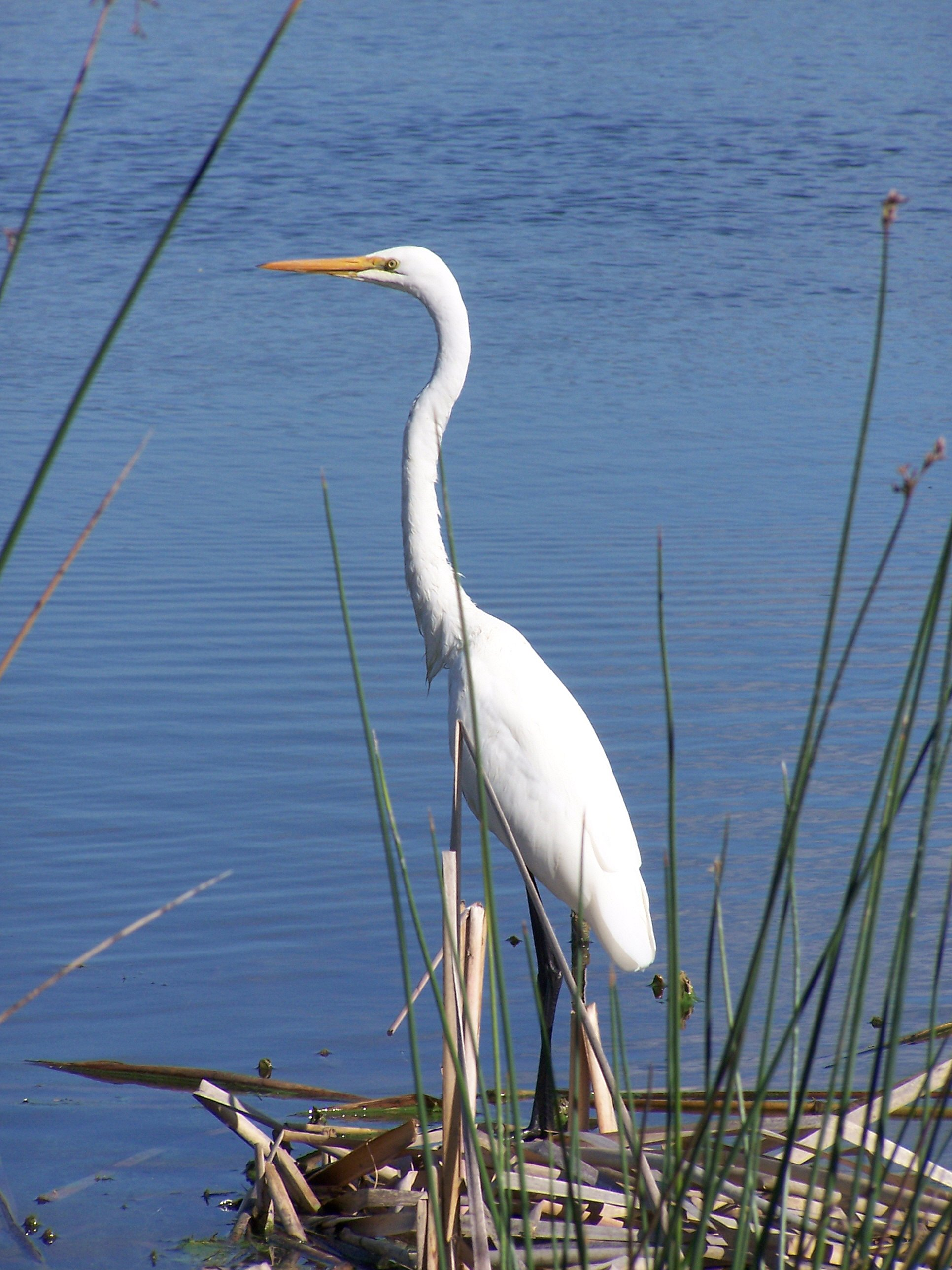
Nagy kócsag

A Pannonhalmi Tájvédelmi Körzet több kisebb-nagyobb mozaikfoltból tevődik össze, a tájvédelmi körzet négy fő részét a Kisalföldi Meszes-homokpuszta, a Pannonhalmi-dombság, a Holt-Rába és a dunai Erebe-szigetek alkotják.
Ez az egyik legváltozatosabb élőhelyekkel bíró tájvédelmi körzete hazánknak. Gönyű térségében még a Dunával is érintkezik. A Ravazd térségében kialakult lankás dombok, a Pannonhalmi-dombság jelenti a fő terület magját. Elsősorban botanikailag és gerinctelen élővilágát tekintve jelentős ez a terület. Orchidea fajok tömegei találhatók itt a pókbangótól a mocsári kosboron át, a különböző nőszőfüvekig. A leánykökörcsin, a tavaszi hérics, a feketéllő kökörcsin, az árvalányhajak, mind-mind nagyon széppé teszik a gyepeket. A szitakötő fajok, lepkék százai jellemzik a gerinctelen állatvilágot. A madarak közül a fekete gólya, darázsölyv és a holló jelentős értéke a tájnak. Ugyancsak kiemelendőek a fokozottan védett gyurgyalag nagy telepei is.

### Győr-tatai teraszvidék
A Dunát kavicsra rakódott homokból, illetve homokos löszből épült természetes töltés követi, ahonnan látni az Erebe-szigetek láncát. Ezek a szigetek a Nagy-Duna és mellékágai között lerakódott hordalékzátonyokból nőttek ki. A galériaerdőkben található néhány évszázados fekete nyár, amelyek szinte emberi beavatkozás nélkül nőnek, fejlődnek, pusztulnak. A madárvilág az áthatolhatatlan parti rekettyésnek köszönhetően háboríthatatlanul élhet. A táplálék bőségének köszönhetően sok vízimadárfaj él itt, például nagy kócsag, szürke gém. Gyakran látható jégmadár vagy barna kánya, a homokos löszfalban gyurgyalagok és partifecskék fészkelnek. Állandó látogatóként két igen ritka ragadozó tűnik fel, a halászsas és a kerecsensólyom.

### A Gönyűi-erdő
A kisalföldi meszes homokbuckák alapja szintén folyami kavics, de a rárakódott homok szabad prédájává vált a szélnek, amely kialakította és folyton más és más helyre terelte a buckákat. A negyvenes években a területet intenzív művelés alá vonták, másutt a buckák beerdősültek, és a fák és az aljnövényzet gyökérzetükkel megfogták a homokot. A buckák déli oldalán melegkedvelő, az északi lejtőkön pedig a hűvösebb klímában otthonos fajok élnek. A csapadék kevés, de sok a napsütés, ezért a vidék eredeti növénytakarója homokpusztai gyep, boróka és kocsányos tölgy. A Gönyűi-erdőben tölgyek, borókák és szürke nyárfák mellett találjuk az igen ritka henye boroszlánt. A tisztásokon számos orchideafaj mellett szártalan csüdfű, fekete kökörcsin, sárga hagyma és az 1995-ben felfedezett Szent László-tárnics virágzik.

### A Holt-Marcal
A Rába és a Holt-Marcal köze árterén ligeterdők, tocsogók, nádasok, legelők és morotvák váltogatják egymást. 110 madárfajt vettek itt számba, 77 fészkelő, mint a réti tücsökmadár, a fekete harkály, a jégmadár és a cigányréce. A gyirmóti Nagyrét a vonuló madarak kedvelt pihenőhelye. Ezen a kis területen 10 védett növényfaj él. A füzesekben a szibériai, a fátyolos és a sárga nőszirom, a vitéz-, a hússzínű ujjas-, a mocsári kosbor és a széleslevelű nőszőfű található. Van még nyári tőzike, réti őszirózsa, kornistárnics is. A vizekben gyakori a mocsári béka.

### Sokorói (Pannonhalmi)-dombság
A három párhuzamos dombvonulatot mély völgyek választják el egymástól. Az eredeti erdőtakaró a gazdálkodás következtében jelentősen módosult, de az őshonos tölgyesek nagy rész túlélte a beavatkozásokat. Az erdőkben és a tisztásokon számos védett növény él , mint a tavaszi hérics, a nagyezerjófű, a tavaszi csillagvirág, az erdei ciklámen. A madarak közül legfontosabb a gyurgyalag, az emlősök közül a vadmacska legnagyobb számban e területen található.

## Kulturális értékek

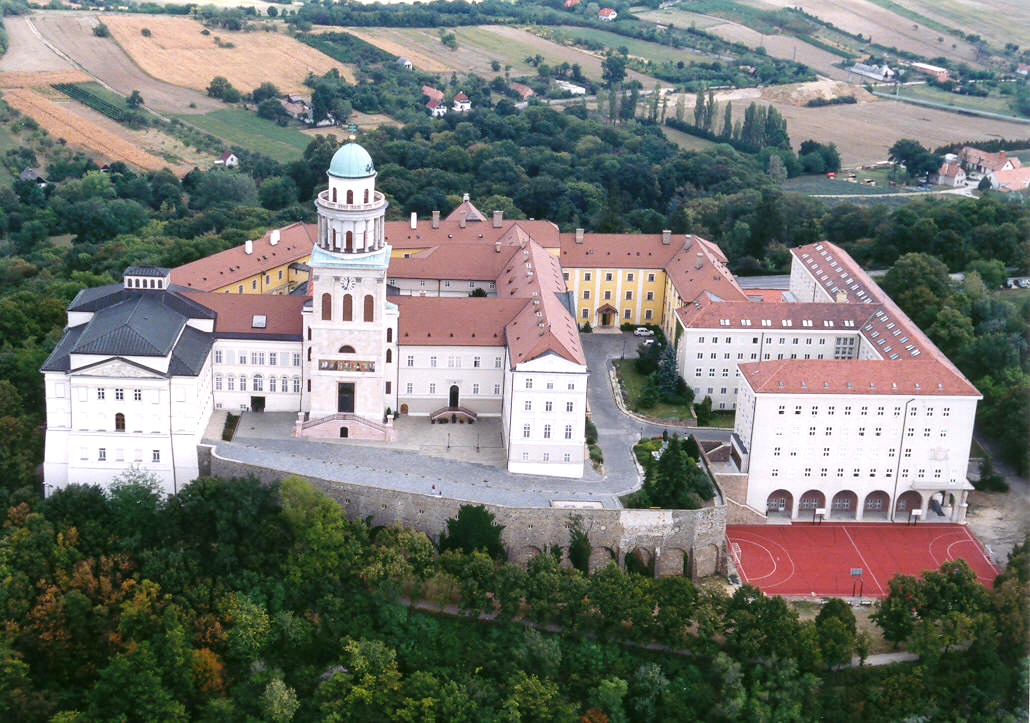
Pannonhalma - Bencés apátság

A Pannonhalmi-dombság kultúrtörténeti értékei felbecsülhetetlenek. IV. Béla oklevele szerint ezen a területen eredt a szentként tisztelt Pannon-forrás; Géza még 1000 előtt itt telepíti le a bencéseket; a Szent Márton-hegyre épült bencés Pannonhalmi Bencés Főapátság lenyűgöző épületegyüttese és védett arborétuma feledhetetlen látvány (amely egyébként a világ legnagyobb bencés könyvgyűjteményét őrzi). Az UNESCO világörökség bizottsága a Pannonhalmi Főapátságot és közvetlen természeti környezetét 1996 decemberében a Pannonhalmi Bencés Főapátság magyar és egyetemes, egyházi és kulturális jelentőségének és értékének elismeréseként a világörökség részévé nyilvánította.